# Kuehne + Nagel
Kühne + Nagel International AG (сокращённо Kühne + Nagel или KN, произносится Кюне + Нагель) — международная транспортно-логистическая компания со штаб-квартирой в Шенделлеги (Фойзисберг, кантон Швиц, Швейцария). Компания была основана в 1890 году в Бремене (Германская империя), Августом Кюне и Фридрихом Нагелем. Компания осуществляет грузовые морские, воздушные и наземные перевозки, контрактную логистику и услуги складской и проектной логистики.

## История
История компании Kuehne + Nagel начинается в 1890 году, когда Август Кюне и Фридрих Нагель основали экспедиторское агентство в Бремене. Первоначально компания концентрировалась на хлопковом и консолидированном фрахте. Позже, в 1902 году, компания открыла филиал в немецком порту Гамбурга. В 1907 году сооснователь Фридрих Нагель умер, а Август Кюне взял себе его долю в компании. В годы Первой мировой войны компания практически прекратила деятельность, но после её окончания начала расширять присутствие в соседние страны — Чехословакию, Австрию и Швейцарию.
После смерти Августа Кюне в 1932 году его сыновья — Альфред и Вернер — стали партнёрами в фирме. В апреле 1933 года была выкуплена доля Адольфа Маасса, который был партнёром с 1910 года. Во время Второй мировой войны морские перевозки были прекращены, но в ограниченном объёме продолжались наземные.
В 1950-х годах компания создала филиалы во всех крупных городах ФРГ и открыла представительства в большинстве стран Европы. В 1953 году была зарегистрирована дочерняя компания в Канаде. В 1959 году был создан филиал в Швейцарии с отделениями в Цюрихе и Базеле. В 1963 году был куплен контрольный пакет акций греческой компании Proodos S.A., а в следующем году был открыт филиал в Италии. В 1966 году управление компанией взял на себя единственный сын Альфреда Клаус-Микаэль Кюне. В 1975 году международная сеть филиалов была объединена холдинговой компании с названием Kuehne + Nagel International AG, базирующейся в Шинделлеги, Швейцария. В 1981 году компания была вынуждена продать 50 % своих акций британскому конгломерату Lonrho, причиной были убытки, понесённые при попытке расширить свой флот; через десять лет эти акции были выкуплены.
Во второй половине 1980-х годов Kuehne + Nagel расширилась благодаря приобретению ряда транспортных компаний: Domenichelli SpA (Италия), Van Vliet BV (Нидерланды), Hollis Transport Group Ltd. (Великобритания), Transportes Tres (Испания), а также приобретений во Франции, Дании, Норвегии и Швеции. Объединение Германии было важным событием для многих немецких компаний, включая Kuehne + Nagel, которая уже в мае 1990 года создала совместное предприятие с восточногерманской транспортной компанией VEB Deutrans; вскоре она была поглощена, что дало Kuehne + Nagelобширную сеть отделений и складов в бывшей ГДР. В 1994 году акции компании были размещены на биржах в Цюрихе и Франкфурте. В том же году Kuehne + Nagel учредила российское дочернее предприятие.
В середине 1990-х годов оборот и прибыль Kuehne + Nagel достигли рекордных значений благодаря нескольким крупным контрактам, в частности с DuPont на распределение ресурсов химического гиганта в Европе, на Ближнем Востоке и в Африке. В июле 1999 года Кюне передал должность генерального директора Клаусу Хермсу, но остался председателем совета директоров. В начале 2000-х годов Kuehne + Nagel закрепилась на рынке логистических услуг в Азиатско-Тихоокеанском регионе, создав стратегический альянс с сингапурской SembCorp Logistics. В 2001 году компания приобрела USCO Logistics Inc., поставщика логистических услуг со штаб-квартирой в Хамдене, штат Коннектикут. В 2004 году Kuehne + Nagel и SembCorp прекратили партнерство.
В 2012 году Kuehne + Nagel приобрела контракты канадской компании Perishables International Transportation, расширив свою сеть доставки свежих и замороженных продуктов. В сентябре 2013 года Kuehne + Nagel объединила свой железнодорожный бизнес с VTG, создав совместное предприятие VTG Rail Logistics; оно начало свою деятельность в 2014 году, став крупнейшим в Европе частным железнодорожным бизнесом.
В апреле 2014 года компания Kuehne + Nagel International была оштрафована на 3,1 млн долларов США за участие в картельном сговоре. Семилетнее расследование установило, что шесть компаний, включая Kuehne + Nagel, которые назвали себя «Клуб садоводов», договаривались о завышении расценок на свои услуги.
В 2022 году после российского вторжения на территорию Украины компания Kuehne + Nagel продала все свои активы в России и в ряде стран СНГ компании NoyTech, подконтрольной Перру Нойманну.

## Деятельность

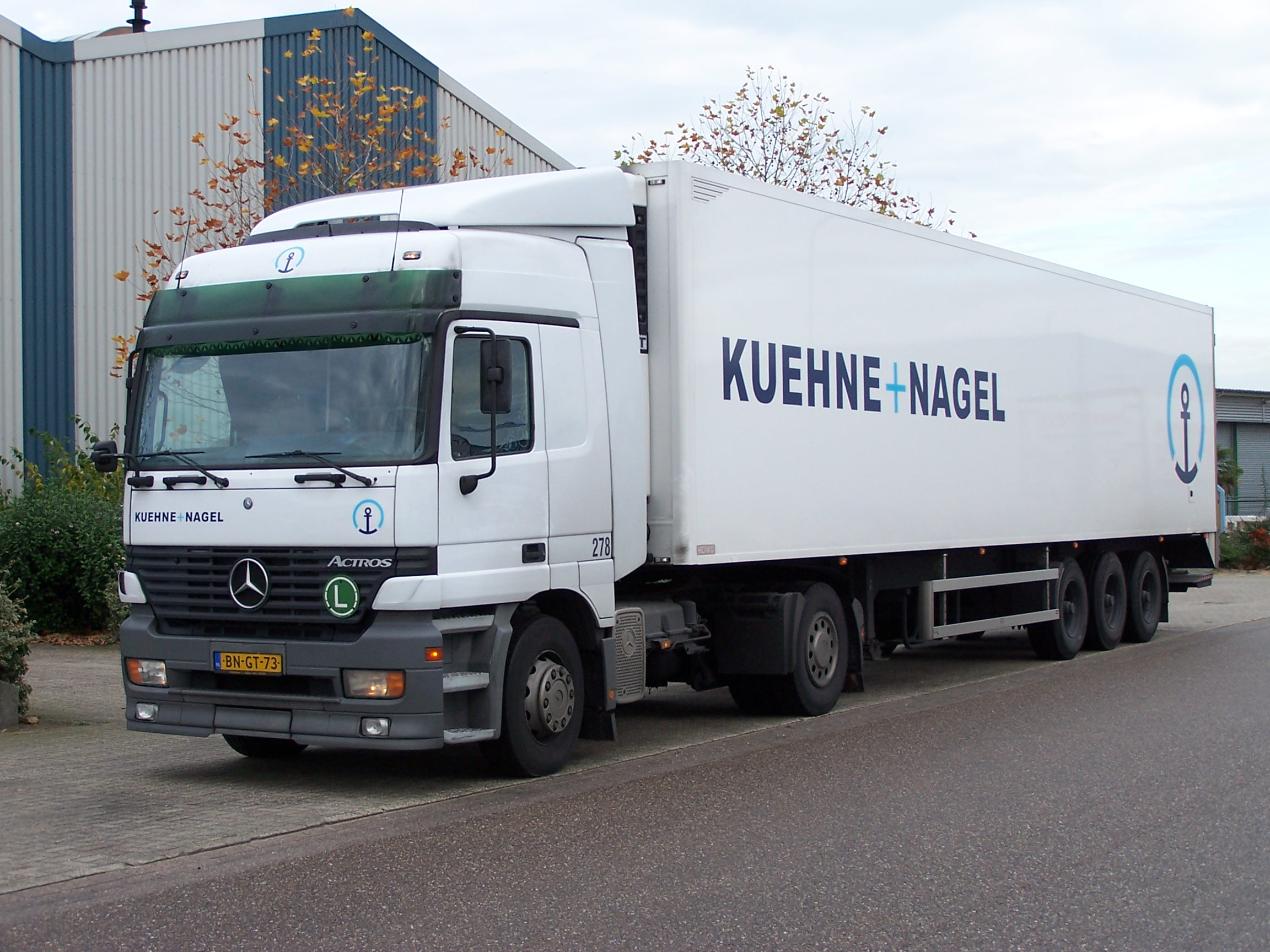
Грузовик компании

Выручка компании за 2022 год составила 43,03 млрд швейцарских франков, её распределение по регионам: Европа, Ближний Восток и Африка — 52 %, Америка — 35 %, Азиатско-Тихоокеанский регион — 13 %. Важнейшими рынками были США (10,20 млрд шв. фр.), Германия (5,67 млрд шв. фр.), Китай (2,16 млрд шв. фр.) и Швейцария (856 млн шв. фр.).
Подразделения по состоянию на 2022 год:
- морская логистика — транспортировка контейнеровозами, 4,4 млн TEU, 48 % выручки;
- авиационная логистика — доставка грузовыми самолётами, 2,2 млн тонн грузов, 29 % выручки;
- дорожная логистика — доставка автотранспортом, 11 % выручки;
- контрактная логистика — складские услуги, 13 % выручки;

В списке крупнейших публичных компаний мира Forbes Global 2000 за 2023 год Kuehne & Nagel International заняла 537-е место.

## Собственники и руководство
По состоянию на конец 2022 года, основными (более 3 % акций) акционерами компании являлись:
- Kuehne Holding AG (Швейцария) — 52,9 % акций; все права голоса Kuehne Holding принадлежат Клаусу-Микаэлю Кюне.
- Kuehne Foundation (Швейцария) — 4,7 % акций.
- BlackRock (США) — 3,1 % акций.

Совет директоров:
- Клаус-Микаэль Кюне (Klaus-Michael Kuehne) — почётный председатель, в компании с 1958 года; кроме этого, он является крупнейшим акционером транспортной компании Hapag-Lloyd и авиакомпании Lufthansa; с состоянием около 30 млрд долларов Кюне в 2023 году занимал 29-е место в мире среди богатейших миллиардеров[10]
- Йорг Волле (Joerg Wolle) — председатель с 2016 года;
- Карл Гернандт (Karl Gernandt) — заместитель председателя с 2016 года;
- Давид Каменецки (David Kamenetzky) — член совета с 2019 года;
- Доминик Бюрги (Dominik Buergy) — член совета с 2020 года;
- Ренато Фассбинд (Renato Fassbind) — член совета с 2011 года;
- Томас Штэхелин (Thomas Staehelin) — член совета с 2021 года;
- Хауке Штарс (Hauke Stars) — член совета с 2016 года;
- Мартин Виттиг (Martin C. Wittig) — член совета с 2014 года.

#### Предыдущие главные исполнительные директора
- Клаус-Михаель Кюне — генеральный директор с 1966 по 1999 год;
- Клаус Хермс — генеральный директор с 1999 по 2009 год;
- Рейнхард Ланге — генеральный директор с 2009 по 2013 год;
- Детлеф Трефзгер (Detlef Trefzger) — генеральный директор с 2013 по 2022 год
- Штефан Пауль (Stefan Paul) — генеральный директор с августа 2022 года.